# Карнам Маллесварі
Карнам Маллесварі (1 червня 1975) — індійська важкоатлетка.
Бронзова призерка Олімпійських Ігор 2000 року в категорії 69 кг, учасниця 2004 року.
Срібна призерка Азійських ігор 1994 (54 кг), 1998 (63 кг) років.
Чемпіонка світу 1994 (54 кг), 1995 (54 кг) років, бронзова призерка 1993 (54 кг), 1996 (54 кг) років.